# Viganò

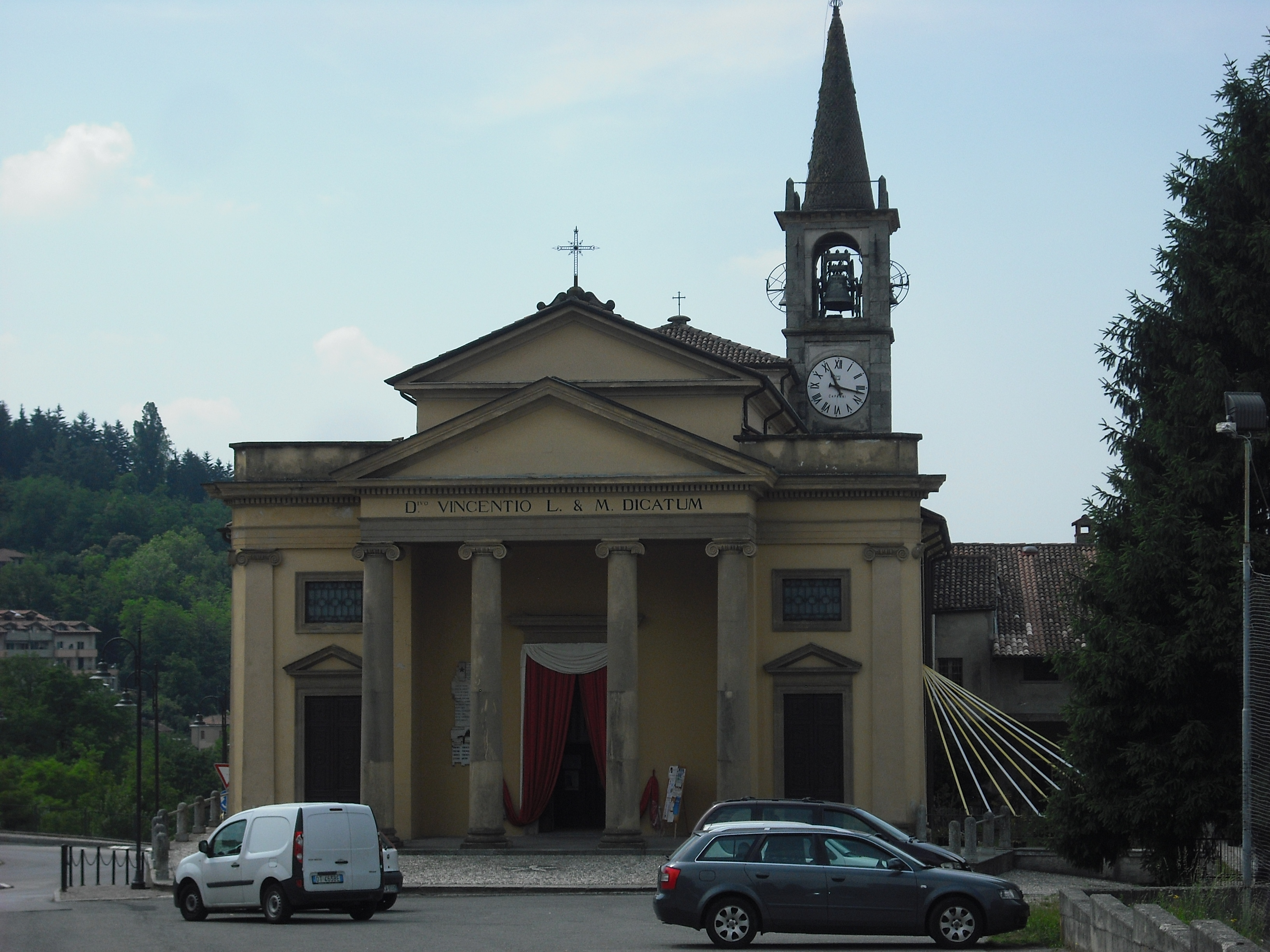
Pfarrkirche San Vincenzo

Viganò ist eine Gemeinde in der Provinz Lecco in der italienischen Region Lombardei mit 2067 Einwohnern (Stand 31. Dezember 2023).

## Geographie
Viganò liegt etwa 15 km südwestlich der Provinzhauptstadt Lecco und 30 km nordöstlich der Millionen-Metropole Mailand. Im Jahr 1971 hatte die Gemeinde Viganò eine Fläche von 161 Hektar.
Die Nachbargemeinden sind Barzanò, Missaglia, Monticello Brianza und Sirtori.

## Geschichte
Im Jahr 1162 stellte Kaiser Friedrich I. (HRR) dem Abt von Civate ein Diplom aus, das die Besitztümer der Abtei, einschließlich der durch Lehen und Verträge mit Privatpersonen erworbenen, bestätigte und jegliche Einmischung und Macht über die Güter und Personen der Abtei untersagte: Viganò wurde unter den Gütern und Ortschaften (darunter ist nicht das gesamte Dorf zu verstehen, sondern mehr oder weniger ausgedehnte Bauernhöfe im Gebiet der Ortschaft) aufgeführt. Die Gemeinde und die consules von Viganò werden 1289 erwähnt (Atti del Comune di Milano 1277–1300). In den Statuten für die Straßen und Gewässer des Herzogtums Mailand wurde er in der Gemeinde Missaglia als el locho da Viganon aufgeführt. 1411, mit der Bestätigung der den Ghibellinen bereits von Bernabò Visconti gewährten Immunitäten und Befreiungen Montis Brianzie partium nostrarum Martexane superioris, und in der am 10. Juli 1412 dem Herzog von Mailand Filippo Maria Visconti geschworenen Urkunde, wurde omnia communia Montisbriantie contrate Martesane genannt, darunter auch Viganò. Im Grundbuch des Herzogtums Mailand von 1558 und den nachfolgenden Aktualisierungen bis zum 17. Jahrhundert wird Viganò unter den Gemeinden der Pieve Missaglia aufgeführt. In einem Prospekt aus dem Jahr 1572 (Terre Ducato di Milano, 1572), in dem alle Ländereien des Herzogtums Mailand und andere, die für den Verkauf freigegeben waren, aufgeführt waren, war auch Viganor (Viganò) enthalten. Aus den Antworten, die im Jahr 1751 auf die 45 Anfragen der königlichen Volkszählungsbehörde gegeben wurden, geht hervor, dass die Gemeinde Viganore di sopra e di sotto, die zur Pieve Missaglia gehörte – die zusammen mit Cremella, Casirago, Cologna und Brianzola bereits Teil des Lehens der Markgrafen Giussani war –, zu diesem Zeitpunkt mit Don Manzono aus Mailand belehnt war, dem nichts gezahlt wurde, da er völlig befreit war; Weder ein königlicher noch ein feudaler iusdicente residierte dort; die Justiz wurde in der Regel vom Vikar von Martesana ausgeübt, bei dessen Strafbank der Konsul seinen jährlichen Eid ablegte und dem Aktuar 18.3 Soldi zahlte.
Mit der Aktivierung der Gemeinden in der Provinz Como, auf der Grundlage der territorialen Aufteilung des Königreichs Lombardo-Venetien (Mitteilung vom 12. Februar 1816), wurde die Gemeinde Viganò di sopra e di sotto in den Bezirk XXV von Missaglia aufgenommen. Viganò di sopra e di sotto, eine Gemeinde mit einer Vorladung, wurde im Bezirk XXV von Missaglia durch die spätere territoriale Aufteilung der lombardischen Provinzen bestätigt (Mitteilung vom 1. Juli 1844). Im Jahr 1853 (Mitteilung vom 23. Juni 1853) wurde Viganò di sopra mit dem Weiler Viganò di sotto, einer Gemeinde mit allgemeinem Convocato und 830 Einwohnern, dem Bezirk XIII von Missaglia zugeordnet.
Nach dem vorübergehenden Zusammenschluss der lombardischen Provinzen mit dem Königreich Sardinien wurde die Gemeinde Viganò mit 858 Einwohnern, die von einem 15-köpfigen Gemeinderat und einem 2-köpfigen Stadtrat verwaltet wird, auf der Grundlage der durch das Gesetz vom 23. Oktober 1859 festgelegten territorialen Aufteilung in den Bezirk IV von Missaglia, Bezirk III von Lecco, Provinz Como, eingegliedert. Bei der Gründung des Königreichs Italien im Jahr 1861 hatte die Gemeinde 857 Einwohner (Volkszählung 1861). Nach dem Gemeindegesetz von 1865 wurde die Gemeinde von einem Bürgermeister, einer Junta und einem Rat verwaltet. Im Jahr 1867 wurde die Gemeinde in denselben Bezirk, Kreis und dieselbe Provinz eingegliedert (Verwaltungsbezirk 1867). Im Jahr 1924 wurde die Gemeinde in den Bezirk Lecco der Provinz Como eingegliedert. Nach der Gemeindereform von 1926 wurde die Gemeinde von einem Podestà verwaltet. Im Jahr 1928 wurde die Gemeinde Viganò mit der Gemeinde Barzanò zusammengelegt. Im Jahr 1953 wurde die autonome Gemeinde Viganò durch Abtrennung ihres Gebiets von der Gemeinde Barzanò neu gebildet. Nach dem geltenden Gesetz über die Gemeindeorganisation wurde die Gemeinde von einem Bürgermeister, einer Junta und einem Rat verwaltet.

## Bevölkerung
| Bevölkerungsentwicklung | Bevölkerungsentwicklung | Bevölkerungsentwicklung | Bevölkerungsentwicklung | Bevölkerungsentwicklung | Bevölkerungsentwicklung | Bevölkerungsentwicklung | Bevölkerungsentwicklung | Bevölkerungsentwicklung | Bevölkerungsentwicklung | Bevölkerungsentwicklung | Bevölkerungsentwicklung | Bevölkerungsentwicklung | Bevölkerungsentwicklung | Bevölkerungsentwicklung |
| ----------------------- | ----------------------- | ----------------------- | ----------------------- | ----------------------- | ----------------------- | ----------------------- | ----------------------- | ----------------------- | ----------------------- | ----------------------- | ----------------------- | ----------------------- | ----------------------- | ----------------------- |
| Jahr                    | 1861                    | 1871                    | 1881                    | 1901                    | 1921                    | 1931                    | 1951                    | 1961                    | 1971                    | 1981                    | 1991                    | 2001                    | 2011                    | 2022                    |
| Einwohner               | 857                     | 844                     | 962                     | 977                     | 921                     | 914                     | 1027                    | 1060                    | 1122                    | 1263                    | 1572                    | 1767                    | 2012                    | 2091                    |
| Quelle: ISTAT           |                         |                         |                         |                         |                         |                         |                         |                         |                         |                         |                         |                         |                         |                         |

## Sehenswürdigkeiten
- Pfarrkirche San Vincenzo. Sie wurde im Laufe der Jahrhunderte umgebaut und hat eine neoklassizistische Fassade und einen Glockenturm mit Turmspitze[2]
- Palazzo Nobili, Gemeindehaus.[3]